# 小行星6070
小行星6070（英語：6070 Rheinland）是一颗围绕太阳公转的小行星。1991年12月10日，佛蒙特·伯根在陶腾堡发现了此天体。
这颗小行星的绝对星等为292.79842等。